# Théophile Laurent
Pour les articles homonymes, voir Laurent.
Théophile Laurent, né le 22 mars 1847 à Argentan, mort le 3 septembre 1906 au Havre, est un avoué et homme politique français, maire de Rouen de 1893 à 1898.

## Biographie
Il est nommé huissier à Elbeuf en 1871, avoué à Rouen en 1875 et suppléant du juge de paix du 2e canton de Rouen en 1883.
Il est élu membre du conseil municipal de Rouen le 19 août 1888, adjoint au maire en mai 1890, puis maire de 1893 à 1898.
Il est un des premiers adhérents de la Ligue des patriotes de Rouen qu'il préside et prend part à la préparation du Carrousel du 20 et 21 juin 1886.
Son administration est marquée par l'électrification du tramway de Rouen en 1895 et par l'Exposition nationale et coloniale de Rouen en 1896. Il est candidat aux élections législatives de 1898 mais est battu par Gustave Quilbeuf.
Il demeure au no 31 place des Carmes à Rouen puis au Havre.
Il repose au cimetière monumental de Rouen.

## Distinctions
- Officier d'académie (août 1886).
- Chevalier de la Légion d'honneur le 18 mai 1896[2]. Il est fait chevalier par le ministre Henry Boucher.